# La Chaux, Doubs
La Chaux este o comună franceză, situată în departamentul Doubs, în regiunea Bourgogne-Franche-Comté.
La Chaux face parte din micronațiunea Saugeais.

## Geografie

### Comune limitrofe
| Arc-sous-Cicon                   | Gilley | La Longeville              |
| Aubonne Saint-Gorgon-Main Ouhans |        | Montflovin                 |
| Bugny                            | Arçon  | Maisons-du-Bois-Lièvremont |

## Climat
În 2010, climatul comunei era de tip montan, conform unui studiu al Centrului Național de Cercetare Științifică (CNRS), bazat pe o serie de date ce acoperă perioada 1971-2000. În 2020, Météo-France a publicat o tipologie a climei din Franța metropolitană, conform căreia comuna este expusă unui climat montan sau de margine montană și se află în regiunea climatică Jura. Aceasta este caracterizată printr-o pluviozitate ridicată în toate anotimpurile (1 000 până la 1 500 mm/an), ierni aspre și o însorire redusă.
Pentru perioada 1971-2000, temperatura anuală medie este de 7,3 °C, cu o amplitudine termică anuală de 16,5 °C. Cumulul anual mediu de precipitații este de 1551 mm, cu 12,7 zile de precipitații în ianuarie și 11,4 zile în iulie. Pentru perioada 1991-2020, temperatura medie anuală observată la stația meteorologică Météo-France cea mai apropiată, situată în comuna Épenoy la 13 km distanță, este de 9,2 °C, iar cumulul anual mediu de precipitații este de 1363,0 mm.
Parametrii climatici ai comunei au fost estimați pentru mijlocul secolului (2041-2070) conform diferitelor scenarii de emisie de gaze cu efect de seră, bazate pe noile proiecții climatice de referință DRIAS-2020. Aceștia pot fi consultați pe un site dedicat publicat de Météo-France în noiembrie 2022.

## Urbanism

### Tipologie
La 1 ianuarie 2024, comuna La Chaux este clasificată ca fiind o comună rurală cu habitat dispersat, conform noii grile comunale de densitate cu 7 niveluri, definită de INSEE (Institutul Național de Statistică și Studii Economice) în 2022. Ea este situată în afara unei unități urbane. În plus, comuna face parte din zona metropolitană a orașului Pontarlier, unde este o comună de pe coroana acestei zone. Această zonă, care cuprinde 54 de comune, este clasificată în categoriile cu zone de mai puțin de 50.000 de locuitori.

## Utilizarea terenurilor
Utilizarea terenurilor în comună, așa cum reiese din baza de date europeană privind ocuparea biofizică a terenurilor Corine Land Cover (CLC), este marcată de predominanța teritoriilor agricole (59,6% în 2018), în creștere față de 1990 (57,1%). Distribuția detaliată în 2018 este următoarea: pășuni (50,9%), păduri (30,2%), zone agricole eterogene (8,7%), habitate cu vegetație arbustivă și/sau ierboasă (8,3%), zone urbanizate (1,9%). Evoluția ocupării terenurilor în comună și a infrastructurilor sale poate fi observată pe diferitele reprezentări cartografice ale teritoriului: harta Cassini (secolul XVIII), harta de stat-major (1820-1866) și hărțile sau fotografiile aeriene ale IGN pentru perioada actuală (1950 până în prezent).

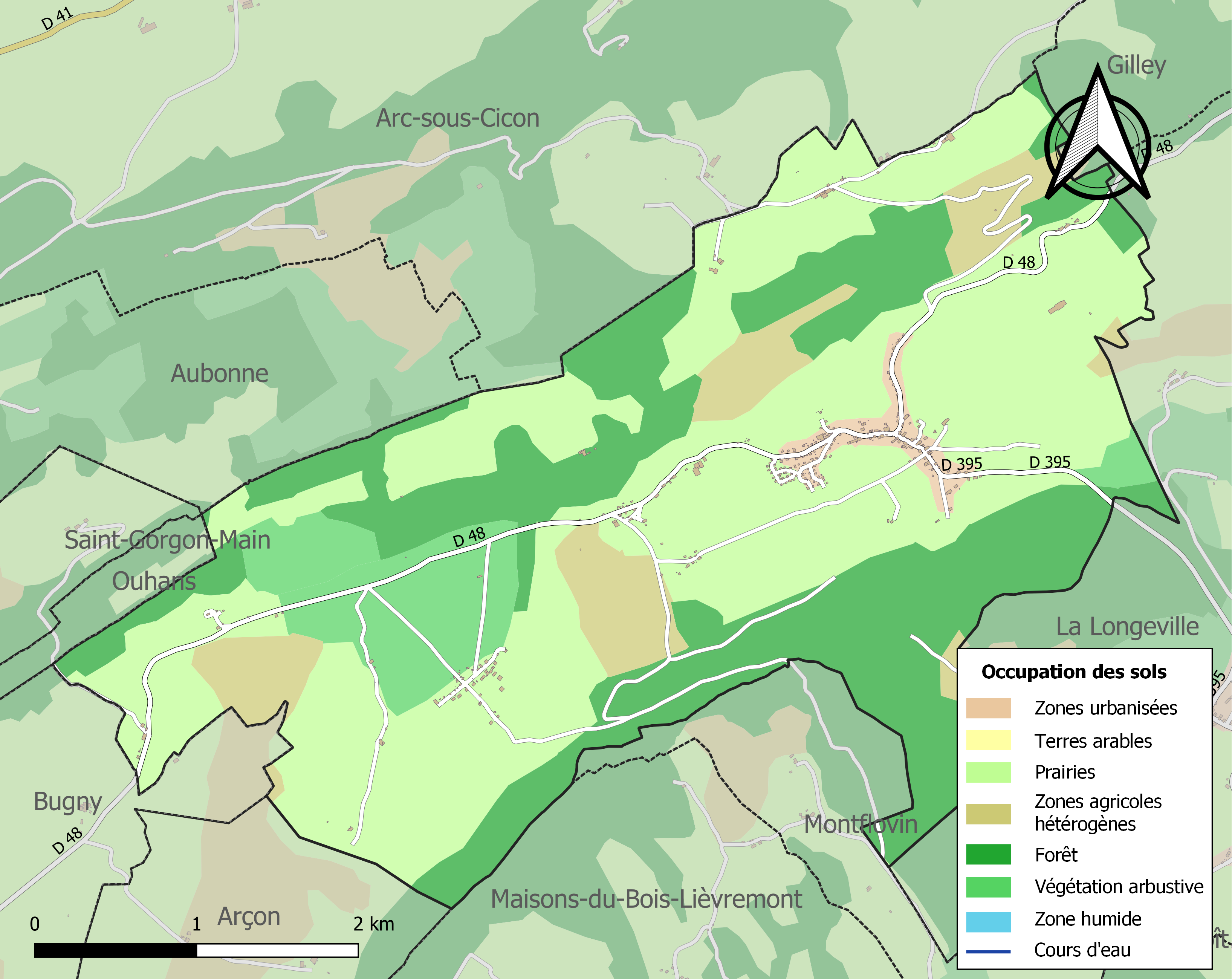
Harta infrastructurii și utilizării terenului a comunei în 2018 (CLC).

## Istorie
Jean d'Arbon, domn, cavaler, stăpân al domeniilor La Chaux și Corges. În anul 1320, s-a căsătorit cu Marguerite, fiica lui Jean de Coligny și a Jeannei de la Roche-Vannel, cu care a avut:
- Jean, cavaler, stăpân al domeniului Coges.
- Étienne, care continuă descendența.

Étienne d'Arbon, cavaler, stăpân al domeniului La Chaux. S-a căsătorit cu Guillemette, fiica lui Étienne de Beaufort și a lui Guillemette Morel, cu care a avut:
- Jacques, care continuă descendența;
- Jean, cavaler, executor testamentar al lui Jean de Savigny în 1394. Fratele său îl numește tutore al copiilor săi, iar astfel preia domeniul senioriei Château-Vilain (baronie situată între Nozeroy și Saint-Claude) la 14 mai 1404, de la Jean III de Chalon-Arlay. Jean are un fiu natural, numit Jean, menționat într-o preluare de feudă în 1440. Acest fiu va avea la rândul său un fiu, Jacques, scutier, prezent la cucerirea Château-Vilain de către Jean IV de Chalon-Arlay în 1496.

Jacques d'Arbon († înainte de 1400), cavaler, stăpân al domeniilor Château-Vilain și La Chaux. Pe 12 noiembrie 1393, aduce omagiu lui Jean III de Chalon-Arlay pentru senioria Château-Vilain. S-a căsătorit cu Agnès/Anne († după 1 decembrie 1400), fiica lui Henri du Quar și a Pentésilée de Saluces, cu care a avut:
- Jean, decedat tânăr;
- Jacques, care continuă descendența;
- Catherine, căsătorită cu Louis de Grandvillers, scutier, cu care a avut trei copii: Jean, Thibaud și Claude;
- Claude/Claudine, căsătorită cu Jean de Joux, cavaler, stăpân al domeniului Abbans;

Guillemette.
Jacques d'Arbon († după 11 mai 1419), scutier, stăpân al domeniilor Château-Vilain și La Chaux. La 19 septembrie 1414, aduce omagiu pentru pământurile sale stăpânului din Arlay. Moare fără a lăsa descendenți.

## Populația și societatea

### Date demografice
Evoluția numărului de locuitori este cunoscută prin recensămintele populației efectuate în comuna respectivă începând din 1793. Pentru comunele cu mai puțin de 10 000 de locuitori, un recensământ al întregii populații este realizat la fiecare cinci ani, populațiile legale pentru anii intermediari fiind estimate prin interpolare sau extrapolare.
În 2021, comuna număra 609 locuitori, în creștere cu +22,54 % față de 2015 (Doubs: +1,89 %, Franța fără Mayotte: +1,84%).
| An        | 1793 | 1821 | 1841 | 1856 | 1876 | 1886 | 1901 | 1921 | 1936 | 1962 | 1982 | 2006 | 2014 | 2021 |
| --------- | ---- | ---- | ---- | ---- | ---- | ---- | ---- | ---- | ---- | ---- | ---- | ---- | ---- | ---- |
| Populație | 542  | 522  | 494  | 600  | 533  | 559  | 555  | 417  | 377  | 381  | 348  | 414  | 467  | 609  |

## Locuri și monumente
Mai multe clădiri sunt înscrise în baza de date Mérimée:
- Biserica parohială Saint-Antide[25], care deține mai multe elemente catalogate în baza Palissy: 3 altare, 2 retabluri, 8 basoreliefuri și 29 de statui (ansamblul altarului principal și al celor 2 altare secundare)[26].
- Ferme tipice din regiunea Haut-Doubs, reprezentative pentru arhitectura rurală locală[27][28].
- Monumentul Eroilor din comună, flancat de două tunuri.

Satul a fost folosit ca decor pentru filmul Ferma suspiciunilor (în franceză Les Granges Brûlées, 1973), regizat de Jean Chapot și avându-i în rolurile principale pe Alain Delon și Simone Signoret. Filmările au avut loc în iarna anilor 1972-1973.